# Říjen 2006
1. října – neděle
 Surajud Čulanont složil přísahu a dočasně se tak stal předsedou vlády Thajska. Zároveň vstoupila v platnost nová ústava poté, co ji schválil král Pchúmipchon Adunjadét.
 Rakouské parlamentní volby vyhrála strana sociálních demokratů SPÖ Alfreda Gusenbauera se ziskem 35,7 % hlasů před doposud vládnoucí stranou lidovců ÖVP kancléře Schüssela, kteří získali 34,2 % hlasů.
2. října – pondělí
 Nobelova cena za fyziologii a lékařství byla udělena dvojici Američanů Andrew Fire a Craig Mello za jejich práci na kontrole aktivity genů.
 Do školy v městečku Paradise v Pensylvánii vpadl ozbrojený muž do smíšené jednotřídky amišů, odkud vyhnal chlapce a dvě těhotné dívky. Zbylá děvčata svázal a začal je střílet do hlavy. Poté spáchal sebevraždu. Čtyři dívky zemřely na místě, pátá pak druhý den. Zbývajících šest bylo v kritickém stavu hospitalizováno.
3. října – úterý
 Nobelova cena za fyziku byla udělena dvojici Američanů John Mather a George Smoot za výzkum v oblasti kosmického záření, při kterém využili data ze sondy COBE a který potvrdil teorii o velkém třesku.
 Poslanecká sněmovna nevyslovila důvěru vládě Mirka Topolánka (96 pro; 99 proti; 5 bylo nepřítomno – ČSSD chyběla nemocná poslankyně Lenka Mazuchová, kterou vypároval Mirek Topolánek (ODS) a tři poslanci KDU-ČSL ze sálu před hlasováním odešli). Hlasování trvalo od 17:40 do 18:06. Topolánek se tak stal prvním českým premiérem, jehož vláda nezískala důvěru a musí podat demisi.
4. října – středa
 Lesotho přijalo svou novou vlajku.
 Ve věku 94 let zemřel v ranních hodinách v Praze bývalý pilot generál František Fajtl.
 Nobelova cena za chemii byla udělena Američanu Rogeru Kornbergovi za práci o tom, jak buňky kopírují genetické informace pro tělo.
5. října – čtvrtek
 V seychelském hlavním městě Victoria byla násilně potlačena demonstrace politické opozice vedené Seychelskou národní stranou, která tímto chtěla vyjádřit svůj odmítavý postoj k novému zákonu znemožňujícímu soukromé vlastnictví rozhlasových stanic. Právě v provozování soukromé rozhlasové stanice Seychelská národní strana viděla možný nástroj politického vlivu.
6. října – pátek
 Podle předběžných předpokladů vyhrála maďarská vláda hlasování o důvěře v parlamentu. Večer se v Budapešti konala proti tomuto rozhodnutí demonstrace za účasti minimálně 50 000 lidí, kteří požadují výměnu premiéra a vytvoření vlády odborníků.
9. října – pondělí
 Severokorejská tisková kancelář KCNA oznámila vykonání první jaderné zkoušky. Došlo k ní v 10:36 místního času (3:36 SELČ) poblíž přístavního města Chongjin) na severozápadě země. Otřesy vyvolané jadernou zkouškou zaznamenaly zpravodajské služby a geologické ústavy v Jižní Koreji, USA, Austrálii a jiných zemích. Tento krok Pchjongjangu již odsoudila řada států včetně ČLR.
 Nobelova cena za ekonomii byla udělena Američanu Edmundu S. Phelpsovi za výzkum v oblasti inflace a nezaměstnanosti ve vztahu k hospodářské politice vlády.
12. října – čtvrtek
 Nobelova cena za literaturu byla udělena tureckému spisovateli Orhanu Pamukovi, jako vůbec prvnímu občanu Turecka, který kdy získal Nobelovu cenu.
13. října – pátek
 Nositeli Nobelovy ceny za mír za rok 2006 se stali bangladéšský ekonom a bankéř Muhammad Yunus a jeho Grameen Bank. Nobelův výbor ocenil jejich boj proti chudobě.
 Valné shromáždění Organizace spojených národů zvolilo za nového generálního tajemníka OSN Jihokorejce Pan Ki-muna. Ten od ledna vystřídá v úřadě současného generálního tajemníka Kofi Annana z Ghany.
14. října – sobota
 Světová zdravotnická organizace (WHO) oznámila, že v Kongu propukla epidemie moru. Doposud je hlášeno 42 obětí na životech a 626 nakažených.
16. října – pondělí
 Sebevražedný atentát na kolonu autobusů námořnictva Srí Lanky si vyžádal více než 100 obětí na lidských životech a přes 150 zraněných. Exploze nastala ve vesnici Digampathana asi 190 kilometrů severovýchodně od hlavního města Kolomba, když se nákladní automobil s trhavinou dostal mezi vojenské autobusy převážející příslušníky armády.
17. října – úterý
 Spojené státy americké oficiálně překročily v počtu obyvatelstva hranici 300 milionů. Údaj vychází pouze ze statistiky průměrné porodnosti a úmrtnosti v USA, ve skutečnosti uvedenou hranici překročily USA patrně již před několika měsíci, protože podle odhadů je v zemi kolem 12 milionů nelegálních přistěhovalců, kteří ve zmíněné statistice nefigurují.
18. října – středa
 Zemřel kardinál Pompedda, jeden z nejvýznamnějších církevních právníků 20. století, dlouholetý člen a posléze děkan Tribunálu Římské roty a prefekt Nejvyššího tribunálu apoštolské signatury.
20. října – pátek
Ruská raketa Sojuz z kosmodromu Bajkonur vynesla na oběžnou dráhu první evropskou meteorologickou družici nové generace MetOp o hmotnosti 4 300 kg. Nová družice se bude pohybovat ve výšce pouze 820 kilometrů nad Zemí s dobou obletu 100 minut, rozdíl od dosavadních geostacionárních družic Meteosat, které se pohybují ve výšce 36 000 kilometrů.
22. října – neděle
 Nejúspěšnější stranou prvního kola senátních voleb se stala ODS, komunální volby ovládli nezávislí kandidáti následovaní ODS.
 Pilot Formule 1 Fernando Alonso obhájil titul mistra světa. Závod v Brazílii byl pro Michaela Schumachera celkově 250. a zároveň posledním.
23. října – pondělí
 V severozápadní části Zambie byla objevena ložiska ropy. Prezident Levy Mwanawasa dnes potvrdil pozitivní výsledky zkoušek 12 vzorků.
 Oslavy 50. výročí protikomunistického povstání v Maďarsku se změnily v protivládní demonstraci asi 2 000 lidí. Policie demonstraci rozháněla slzným plynem a vodními děly. Přitom byl pobodán jeden policista, celkem je na obou stranách hlášeno 128 zraněných.
26. října – čtvrtek
 Americký prezident George W. Bush podepsal zákon, který legalizuje vybudování hradby podél hranice USA s Mexikem. Stavba bariery má snížit ilegální migraci Mexičanů do USA. V Mexiku vzbudil tento čin značnou nevoli a prezident Calderon přirovnal stavbu k berlínské zdi.
27. října – pátek
 V pražském Klementinu byl naměřen teplotní rekord pro 27. říjen a to 20,6 °C. Původní rekord měl hodnotu 19,8 °C a pocházel z roku 1841.
29. října – neděle
 Letadlo Boeing 737 soukromé společnosti ADC se zřítilo v Nigérii krátce po startu z letiště v Abuji zřejmě vinou pilota, který přes varování řídící věže odstartoval do bouře. Je hlášeno 96 obětí na životech, 9 cestujících havárii přežilo.
30. října – pondělí
 Až 80 lidí zahynulo při náletu vrtulníku pákistánské armády na medresu v Badžauru, která byla zpravodajskými službami označena za výcvikové středisko teroristů spojených s organizací al-Káida. Podle místních zdrojů se však obětí útoku stali pouze civilní obyvatelé, kteří neměli s teroristy nic společného.